# Lissonotus andalgalensis
Lissonotus andalgalensis är en skalbaggsart som beskrevs av Bruch 1908. Lissonotus andalgalensis ingår i släktet Lissonotus och familjen långhorningar.
Artens utbredningsområde är Paraguay. Inga underarter finns listade i Catalogue of Life.